# EfficientDynamics
EfficientDynamics is een verzameling van alle inspanningen van de Duitse automobielconstructeur BMW om het brandstofverbruik en de uitstoot te verlagen. Dit in combinatie met een verhoging van sportiviteit, prestaties en dynamiek. In 2008 won de BMW 118d met EfficientDynamics de World Green Car of the Year-award.

## Air Vent Control
Air Vent Control is een systeem dat ervoor zorgt dat het radiatorrooster elektronisch (gedeeltelijk) afgesloten kan worden. Dit is uitgerust met regelbare kleppen, die geplaatst zijn vóór de radiator. Zo kan, als het koud is, de motor sneller op temperatuur komen. Omdat een warme motor minder vervuilt dan een koude motor, wordt er dus minder vervuild. Daarnaast bevordert een afgesloten rooster de stroomlijn van de auto, wat resulteert in een lagere luchtweerstand.

## Auto Start Stop
De Auto Start Stop-functie laat het toe om brandstof te besparen in situaties waarin de motor stationair draait.
Het volstaat om de motor in vrij te zetten en het ontkoppelingspedaal los te laten. De motor wordt afgezet, en start opnieuw zodra het ontkoppelingspedaal ingedrukt wordt.

## Brake Energy Regeneration
Brake Energy Regeneration zorgt ervoor dat de bewegingsenergie die vrijkomt bij het vertragen wordt omgezet in elektrische energie. De alternator wordt aangekoppeld bij de vertragingen en laadt de accu op. Bij het versnellen wordt deze afgekoppeld voor minder weerstand en betere prestaties. Bij conventionele auto's wordt de accu permanent opgeladen.

## Electric Power Steering
Electric Power Steering zorgt ervoor dat de stuurbekrachtiging gebeurt door middel van een elektrische motor. In vergelijking met hydraulische systemen, wat door de meeste andere merken wordt gebruikt, verbruikt deze enkel energie wanneer de bestuurder aan het stuur draait. Zo verbruikt de elektrische motor geen energie op rechte stukken of wanneer de bestuurder dezelfde draaihoek aanhoudt.

## Shift Point Display
Het Shift Point Display is een indicator die aangeeft wanneer er het best geschakeld wordt. De aanbevelingen voor het schakelen worden berekend door het systeem in functie van de last en de versnelling. Het systeem detecteert bijvoorbeeld wanneer de bestuurder wenst te beschikken over meer kracht, en bepaalt in dat geval de optimale versnelling.